# Galasy ZMesta
Galasy ZMesta er et Hviderussisk band, der skal repræsentere Hviderusland i Eurovision Song Contest 2021 i Rotterdam, Holland, med sangen "Ya nauchu tebya (I'll Teach You)". men sangen er blevet diskvalificeret af EBU på grund af at sangen handlede om politik dagsorden nu skal bandet beslutte om de vil lave en ny sang eller lave en moderniseret udgave af sangen ellers bliver hviderusland diskvalificeret fra Eurovision Song Contest 2021. Bandet hadet indset 2 nye sangen men de er igen blevet afslået af EBU dermed er Hviderusland diskvalificeret fra Eurovision Song Contest 2021.